# Norman Afzal Simons
Norman Afzal Simons, dit « l'étrangleur de la gare », est un tueur en série d'Afrique du Sud.
Pédophile et sadique, il tue de jeunes garçons âgés de neuf à treize ans entre 1986 et 1994, en étranglant ses victimes avec leurs vêtements. Né en 1956, il est arrêté en 1994 et condamné à perpétuité en 1998.
Il purge actuellement une peine de 25 ans de prison pour un meurtre commis en 1994. Simons a comparu devant les magistrats en 1995 sur une accusation de meurtre et enlèvement. Son procès a duré trois mois, conduisant à une sentence d'emprisonnement à vie.
Simons est un individu intelligent : il sait jouer de la musique classique et est capable de parler sept langues dont l'anglais et le français. Il a travaillé comme enseignant de 5e année à l'école primaire d'East Ridge.
Il purge sa peine dans l'établissement pénitentiaire de sécurité Maximum de Drakenstein, Paarl. Simons fait appel de sa condamnation en 1998, sans succès. Enfin, en 2008, les poursuites pour les meurtres non élucidés de six autres enfants sont abandonnées.